# Assuan
Assuan, anticamente nota come Siene, (in arabo أسوان‎?, Aswān; in greco Ασσουάν?, Assouan) è una città di quasi 300 000 abitanti situata nel sud dell'Egitto e capitale del governatorato omonimo.

## Geografia
Il territorio della città comprende anche l'isola Elefantina. Posizionata sulla riva est del Nilo alla prima cateratta, è un trafficato centro turistico e commerciale. Quella di Assuan è una delle zone abitate più aride al mondo. La città è situata a 72 chilometri (45 mi) sopra il tropico del Cancro.

## Storia
La città fu fondata con il nome di Syene (o Swenett) dal faraone Tolomeo III tra il 246 ed il 222 a.C.. Il nome sembrerebbe derivare da un'omonima divinità egizia, identificata con Ilizia dai Greci. Fu particolarmente famosa per le cave di pietra che vennero utilizzate per la costruzione del cosiddetto obelisco incompiuto (situato nel sito archeologico delle cave) nonché per la costruzione della necropoli di Giza, una delle sette meraviglie del mondo antico.
Fu anche un importante centro militare sin dalla sua fondazione. Viene citata da diversi scrittori dell'antichità tra cui Erodoto, Strabone, Claudio Tolomeo, Stefano di Bisanzio, Plinio e Vitruvio. La latitudine della città era di particolare interesse per gli studiosi antichi, che credevano che la città fosse situata esattamente sotto il tropico del Cancro. Eratostene di Cirene utilizzerà alcune misurazioni fatte presso Syene, con altre calcolate ad Alessandria, per misurare la circonferenza terrestre.